# La Libertad, Negros Oriental
La Libertad là một đô thị hạng 4 ở tỉnh Negros Oriental, Philippines. Theo điều tra dân số năm 2000, đô thị này có dân số 35.122 người trong 7.024 hộ.

## Barangay
La Libertad được chia thành 29 barangay.
| - Aniniaw - Aya - Bagtic - Biga-a - Busilak - Cangabo - Cantupa - Eli - Guihob - Kansumandig - Mambulod - Mandapaton - Manghulyawon - Manluminsag - Mapalasan | - Maragondong - Martilo - Nasungan - Pacuan - Pangca - Pisong - Pitogo - Poblacion North - Poblacion South - San Jose - Solongon - Tala-on - Talayong - Elecia |

### Khí hậu
| Dữ liệu khí hậu của La Libertad, Negros Oriental | Dữ liệu khí hậu của La Libertad, Negros Oriental | Dữ liệu khí hậu của La Libertad, Negros Oriental | Dữ liệu khí hậu của La Libertad, Negros Oriental | Dữ liệu khí hậu của La Libertad, Negros Oriental | Dữ liệu khí hậu của La Libertad, Negros Oriental | Dữ liệu khí hậu của La Libertad, Negros Oriental | Dữ liệu khí hậu của La Libertad, Negros Oriental | Dữ liệu khí hậu của La Libertad, Negros Oriental | Dữ liệu khí hậu của La Libertad, Negros Oriental | Dữ liệu khí hậu của La Libertad, Negros Oriental | Dữ liệu khí hậu của La Libertad, Negros Oriental | Dữ liệu khí hậu của La Libertad, Negros Oriental | Dữ liệu khí hậu của La Libertad, Negros Oriental |
| Tháng                                            | 1                                                | 2                                                | 3                                                | 4                                                | 5                                                | 6                                                | 7                                                | 8                                                | 9                                                | 10                                               | 11                                               | 12                                               | Năm                                              |
| ------------------------------------------------ | ------------------------------------------------ | ------------------------------------------------ | ------------------------------------------------ | ------------------------------------------------ | ------------------------------------------------ | ------------------------------------------------ | ------------------------------------------------ | ------------------------------------------------ | ------------------------------------------------ | ------------------------------------------------ | ------------------------------------------------ | ------------------------------------------------ | ------------------------------------------------ |
| Trung bình ngày tối đa °C (°F)                   | 29 (84)                                          | 30 (86)                                          | 31 (88)                                          | 32 (90)                                          | 31 (88)                                          | 30 (86)                                          | 30 (86)                                          | 30 (86)                                          | 30 (86)                                          | 30 (86)                                          | 29 (84)                                          | 29 (84)                                          | 30 (86)                                          |
| Tối thiểu trung bình ngày °C (°F)                | 23 (73)                                          | 22 (72)                                          | 23 (73)                                          | 24 (75)                                          | 25 (77)                                          | 25 (77)                                          | 25 (77)                                          | 25 (77)                                          | 25 (77)                                          | 24 (75)                                          | 24 (75)                                          | 23 (73)                                          | 24 (75)                                          |
| Lượng Giáng thủy trung bình mm (inches)          | 42 (1.7)                                         | 34 (1.3)                                         | 40 (1.6)                                         | 61 (2.4)                                         | 124 (4.9)                                        | 188 (7.4)                                        | 190 (7.5)                                        | 191 (7.5)                                        | 189 (7.4)                                        | 186 (7.3)                                        | 124 (4.9)                                        | 73 (2.9)                                         | 1.442 (56.8)                                     |
| Số ngày mưa trung bình                           | 10.0                                             | 8.5                                              | 9.5                                              | 12.8                                             | 22.3                                             | 26.8                                             | 28.4                                             | 27.9                                             | 27.3                                             | 27.6                                             | 20.5                                             | 13.1                                             | 234.7                                            |
| Nguồn: Meteoblue                                 |                                                  |                                                  |                                                  |                                                  |                                                  |                                                  |                                                  |                                                  |                                                  |                                                  |                                                  |                                                  |                                                  |